# História dos surdos no Brasil
A história dos surdos no Brasil é marcada por entraves, opressões e luta. Considerados inferiores e ineducáveis pelos ouvintes, os surdos lutaram e ainda lutam para terem seus direitos básicos garantidos, principalmente no que diz respeito à educação. Suas histórias tanto no Brasil quanto no mundo são demarcadas pelo silenciamento, pois não lhes era dada a oportunidade de falar sobre questões que lhes são próprias, sendo os ouvintes aqueles que discutiam e determinavam muitos fatores em suas vidas.
A língua oficial e utilizada pelos surdos no Brasil é a Língua Brasileira de Sinais (LIBRAS). Além da Libras, há também uma segunda língua de sinais reconhecida, a Língua de sinais kaapor brasileira, falada pela comunidade indígena Ka'apor (presente no sul do Maranhão, no Brasil), criada pelo grupo e com características próprias que compõe sua identidade.

## No século XIX

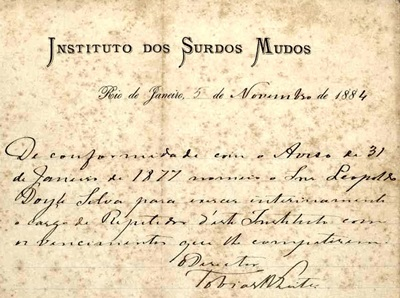
Nomeação de Leopoldo Doyle Silva para ocupar interinamente o cargo de repetidor do Instituto dos Surdos Mudos, 1884

No ano de 1857, D.Pedro II convida o professor de surdos francês chamado Ernest Huet para fundar o Instituto Imperial de Surdos-Mudos, no Rio de Janeiro, que mais tarde viria a ser o Instituto Nacional de Educação de Surdos (INES). Ernest Huet foi um nobre que trabalhava com a educação de suAcademia de Librasrdos na França utilizando língua de sinais. A mescla da língua de sinais aplicada por Huet com a língua utilizada pelos surdos brasileiros deu origem a Língua de Sinais Brasileira (LIBRAS). O instituto era voltado para educação de meninos pertencentes a alta classe social.
O ano de 1880 é considerado um marco histórico na história mundial dos surdos, pois, neste ano foi realizado o Congresso de Milão. Pessoas influentes e líderes de diversos países se reuniram para discutir acerca das formas de se educar os surdos, e decidiram condenar e proibir as línguas de sinais, definindo assim, o oralismo como método ideal para educação dos surdos. Um fato importante é que poucos surdos participaram, porém sem direito ao voto, deste congresso que instaurou um período de aproximadamente 100 anos de obrigatoriedade do oralismo na maioria dos países.
É válido ressaltar que durante todo o período de proibição do uso da língua de sinais os surdos continuaram utilizando-a, porém na ilegalidade. Eram realizadas reuniões escondidas para que eles pudessem perpassar a língua de sinais para outros surdos, evitando que ela se perdesse.

## No século XX e XXI
Somente no ano de 1929 surgiu um instituto voltado para mulheres. O Instituto Santa Terezinha era um internato que educava meninas surdas também pelo método oral, depois passando a usar a filosofia da comunicação total. Assim como as demais escolas para surdos alterou a metodologia de ensino na década de 90 para a filosofia do bilinguismo.
Filosofia do bilinguismo surge em decorrência da nova forma de se estudar a surdez a partir da década de 60 quando passa a ser pelo viés etnográfico, o que leva a ideia de existência de uma cultura surda que, por sua vez, propõe uma mudança na forma de ensinar. Esta filosofia começa a substituir, na década de 90, a chamada Comunicação Total, que nos anos 80 aparece como outra forma de educar os surdos, tomando o lugar, em algumas escolas, do antigo método oral. Desta forma, a entrada do bilinguismo faz com que muitas escolas abandonem a Comunicação Total e o Oralismo e passem a adotar a educação bilíngue no Brasil. 
A partir da década de 70 a situação dos surdos começa a obter avanços. Em 1977 funda se a Federação Nacional de Educação e Integração dos Deficientes Auditivos (FENEIDA), contudo, esta federação era composta somente por ouvintes, gerando uma ineficácia em sua atuação, pois ouvintes não compreendiam as necessidades da comunidade surda. Devido a esta falta de representatividade dentro da FENEIDA, em 1983 é criada a Comissão de Luta pelos Direitos dos Surdos, que reivindicava, principalmente, a participação de surdos dentro da federação. Já em 1987, a Comissão consegue assumir a presidência da FENEIDA por meio de uma assembleia geral e, então, cria-se a Federação Nacional de Educação e Integração dos Surdos (FENEIS), que logo em seu primeiro ano e atividade oferece apoio para que a profissão de intérprete de libras obtivesse o reconhecimento necessário.  No ano de 1993, a FENEIS redige um documento intitulado: “As comunidades surdas reivindicam os seus direitos linguísticos”, sendo de suma importância, pois nele é requerido o reconhecimento da língua de sinais como língua natural dos surdos e por isso, o Estado e a sociedade deveriam reconhecer a comunidade surda como uma minoria linguística e cultural.
A Constituição Federal de 1988, nos artigos 205 e 208, e a Lei de Diretrizes e Bases da Educação – LDB, nos artigos 4, 58, 59 e 60 garantiam às pessoas surdas o direito de igualdade de oportunidade no processo educacional. Mas, somente em 1994, na cidade do Rio de Janeiro, quando ocorre a marcha do grupo Surdos Venceremos, que mobilizou cerca de 2 mil pessoas, surdas e ouvintes, é que a causa ganhou uma relevância nacional.
Como resultado desta marcha e da crescente mobilização social, em 2002 é criada a lei n°10.436/02, que reconhece a libras oficialmente, e em 2005 é assinado o decreto n°5.626/05, que regulamenta a lei de libras e torna obrigatório o ensino de libras nos cursos superiores de licenciatura e formação de professores. A partir da implementação deste decreto, é inaugurado em 2006 a primeira licenciatura em libras do Brasil na Universidade Federal de Santa Catarina, sendo a referência na área em todo Brasil hoje em dia. Atualmente este curso é ofertado em diversas universidades federais, na região norte: UFRA, UFRR e UFAM; na região nordeste: UFAL, UFPI, UFC, UFS e UFRB; na região centro-oeste: UFMT e UFG; na região sudeste: UFMG, UFJF, UFES e UFRJ; na região sul: UFSC.
Já no ano de 2019, houve um retrocesso em relação às políticas públicas voltadas para os surdos, a Secretaria de Educação Continuada, Alfabetização, Diversidade e Inclusão (SECADI) foi extinta e transformada em uma subpasta do governo  e o Instituto Nacional de Educação de Surdos (INES) está sofrendo com supostas fraudes nas eleições para o cargo de diretor, pois foi colocado para ocupar o cargo uma pessoa que perdeu a eleição e não prioriza as pautas da comunidade surda, fato que causa grande revolta nos servidores do Instituto e na comunidade surda como um todo.